# Comitatul Snohomish, Washington
Comitatul Snohomish, conform originalului din engleză,  Snohomish County, este unul din cele 39 comitate ale statului american Washington.

## Demografie
|  | Graficele sunt indisponibile din cauza unor probleme tehnice. Mai multe informații se găsesc la Phabricator și la wiki-ul MediaWiki. |

Date: Wikidata - grafică realizată de Wikipedia
-->